# Grève des téléphones
Grève des téléphones (Scriopero dei telefoni) est une nouvelle fantastique de l'écrivain italien Dino Buzzati, publiée en 1958 dans le recueil Sessanta racconti.
La traduction en français de cette nouvelle paraît pour la première fois en France en 1968 dans le recueil Les Sept Messagers. Elle n'est pas présente dans le recueil original italien I sette messaggerii.

## Résumé
Lors d'une grève de la compagnie des téléphones en Italie, de surprenants problèmes interviennent durant les conversations téléphoniques. Notamment, plusieurs conversations se mêlent, et des interlocuteurs inconnus échangent sur des points variés. Jusqu'au moment où certains de ses inconnus se reconnaissent. Jusqu'au moment où une espèce de devin déballe les secrets de chacun des participants.

## Éditions françaises
- In Les Sept Messagers, recueil de vingt nouvelles de Dino Buzzati, traduction de Michel Breitman, Paris, Robert Laffont, coll. « Pavillons », 1968
- In Les Sept Messagers, Paris, UGE, coll. « 10/18. Domaine étranger » no 1519, 1982  (ISBN 2-264-00478-9)